# هانا وارد بارون
هانا وارد بارون (بالإنجليزية: Hannah Ward Barron) هي سيدة أعمال نيوزيلندية، ولدت في 14 يوليو 1829، وتوفيت في 10 نوفمبر 1898.